# Сосниця (Підкарпатське воєводство)
Сосниця (пол. Sośnica) — село в Польщі, у гміні Радимно Ярославського повіту Підкарпатського воєводства. Населення — 1393 особи (2011).

## Історія

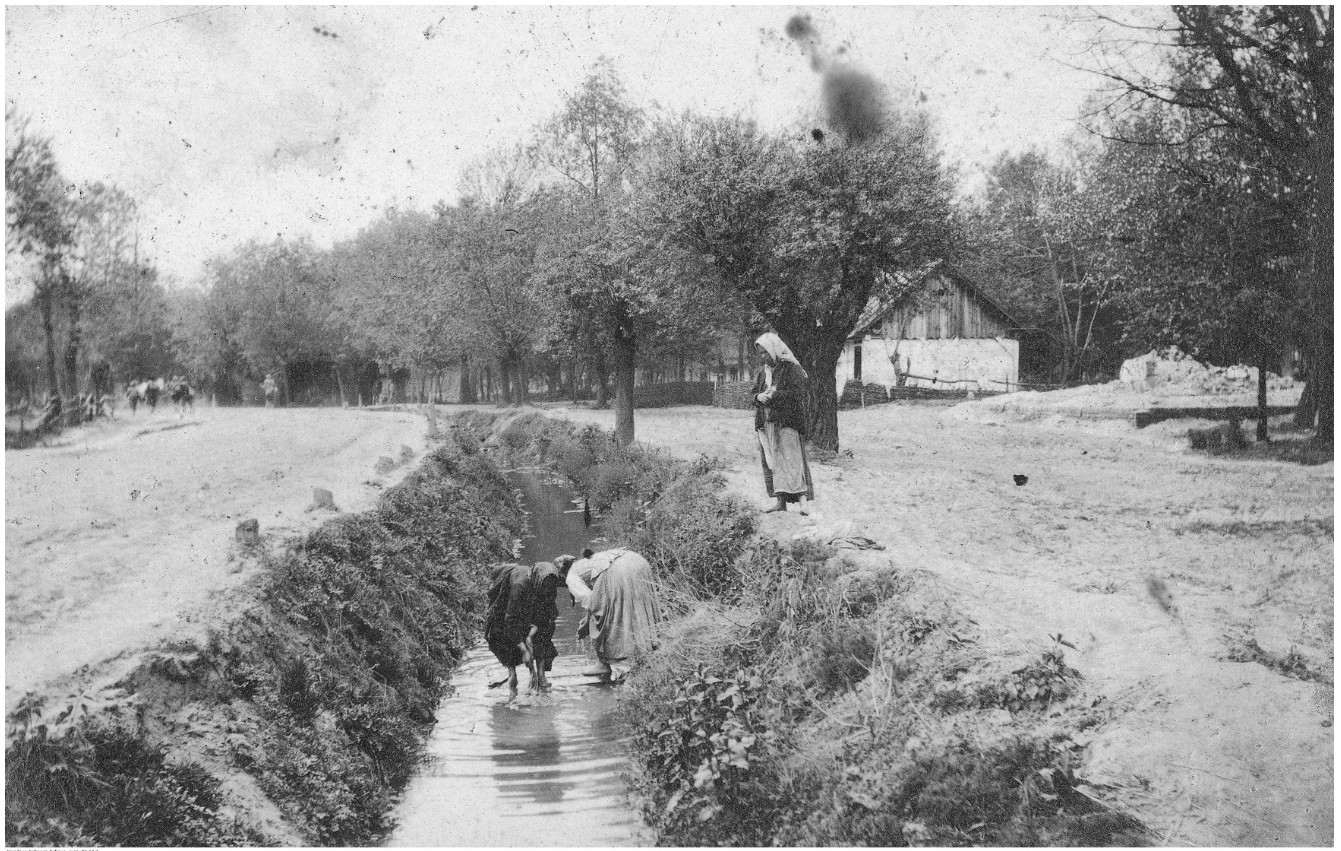
Фрагмент села Сосниця у 1915 році.

У 1879 році в Сосниці не було іншої культової споруди, крім греко-католицької церкви, та іншого закладу, окрім народної школи (остання існувала з 1862 р.). У 1908 р. тут була 2-річна школа з українською мовою навчання, де працювали 4 вчителі. Місцеве відділення Української освітньої асоціації «Просвіта» складалося з 50 членів; заклад мав власну будівлю, керував трьома крамницями, виручка від яких була призначена для планового будівництва нової церкви. На той час, крім українців, у селі проживало 15 римо-католиків та 175 юдеїв.
В 1939 році у Сосниці жило 2440 мешканців: 2330 українців греко-католиків, 15 українців римо-католиків, 25 поляків, 70 євреїв.
3 травня 1945 року поляки здійснили два напади на село, які були відбиті силами місцевої самооборони. 16 серпня 1945 року Москва підписала й опублікувала офіційно договір з Польщею про встановлення лінії Керзона українсько-польським кордоном. Українці не могли протистояти антиукраїнському терору після Другої світової війни. Частину добровільно-примусово виселили в СРСР (2145 осіб — 644 родини). Решта українців (коло 200 осіб) або перенесли свою метрику із церкви до костелу та спольщилась (ймовірно 179 осіб), або попали в 1947 році під етнічну чистку під час проведення Операції «Вісла» і була депортована на понімецькі землі у західній та північній частині польської держави, що до 1945 належали Німеччині (21 особа).
У 1975—1998 роках село належало до Перемишльського воєводства.

## Церква
Сосницькі церкви мали посвяту на честь св. Онуфрія. Перший відомий храм побудований у 1772 р., він згорів у 1776 р. Наступний був зруйнований в 1916 році австро-угорською владою в ході боїв з російською армією - споруда заважала оглядати оперативний простір. Після цього, вірні молились у тимчасовому дерев’яному храмі, а у 1930-х роках почали будувати нову цегляну церкву. Після виселення українців у 1945-1947 роках, новостворена римо-католицька парафія використовувала цю будівлю лише до зведення свого костелу, після чого, у 1983 році, стару (тимчасову) та частково зведену нову церкву (після війни служила дзвіницею) знесли, а матеріали продали.

## Демографія
Демографічна структура станом на 31 березня 2011 року:
|          | Загалом | Допрацездатний вік | Працездатний вік | Постпрацездатний вік |
| -------- | ------- | ------------------ | ---------------- | -------------------- |
| Чоловіки | 700     | 142                | 461              | 97                   |
| Жінки    | 693     | 140                | 392              | 161                  |
| Разом    | 1393    | 282                | 853              | 258                  |

## Пам'ятки
- Сосницький замок

## Відомі люди

### Народилися
- Зигмунт Кендзерський (1839[9]—1924, Львів) — архітектор, підприємець, що працював переважно у Львові.
- Тадеуш Кенси — діяч профспілки «Солідарність»[10]

### Дідичі
- Корнякт Костянтин з Білобок